# ニッポン放送 HAPPY FM93 『開局特別番組〜ワイドFMはじめます!』
ニッポン放送 HAPPY FM93 『開局特別番組〜ワイドFMはじめます!』（ニッポンほうそう ハッピーエフエムきゅうじゅうさん かいきょくとくべつばんぐみ ワイドエフエムはじめます!）は2015年12月7日にニッポン放送で放送された特別番組。

## 概要
ニッポン放送では1954年の放送開始以来60年以上にわたってAM放送を行っているが、都市型、地理的・地形的難聴、災害対策を見越して、FM補完中継局の設置を進めることとなった。2015年10月から約2か月間の試験電波を挟んで、同年12月7日に関東総合通信局が首都圏AM3放送局に対して、東京（墨田）局から送出出来る本免許を交付され、13時から本放送開始が可能となるため、AM3局合同の特番を挟んで編成した開局特番を編成。
その後、開局から1年が経過した、2016年の同月同日に『ワンデースペシャル“ニッポン放送ワイドFM93開局1周年!”』として、レギュラー番組の編成のままワイドFMの利便性認知を目的としたコーナーを全日に渡って編成し、上記の首都圏AM民放3局相乗りで行った特番と同じ形式で3局並行でコーナーに格下げして編成した。

## 出演者

### パーソナリティ
- 垣花正（8時台から12時台）
- 那須恵理子（8時台から11時台）
- 高田文夫（11、12時台）
- 飯田浩司（15時台から18時台）
- 小林克也（18時台から20時台）
- 上柳昌彦（18時台から20時台）

### アシスタント
- 八木亜希子（15時台から18時台）
- 東島衣里（18時台から20時台）※3局合同特番も担当

## タイムテーブル

### PART I
- 放送時間：8:00 - 11:00

通常同時間に放送している『垣花正のあなたとハッピー!』の出演者でラジオ習慣・ライフスタイルをテーマにトークする

#### ゲスト
- テリー伊藤

### PART II 高田文夫と垣花正のDJ対決! AM・FMリクエスト合戦
- 放送時間：11:00 - 12:55

AMで聴きたい曲、FMでも聴きたいリクエスト曲を募る

### 3局合同番組
- 放送時間：12:55 - 15:30

### 『開局特別番組〜ワイドFMはじめました!』 PART I
- 放送時間：15:30 - 18:00

「教えてワイドFM、HAPPY FM 93」をキーワードに「ワイドFMと防災、「ワイドFMとスポーツ中継」について紹介し、同局アナウンサーやリポーターによる首都圏リポートを中継

#### ゲスト
- 吉田山田、坂本昌行、三宅健（V6）

### 『開局特別番組〜ワイドFMはじめました!』 PART II
- 放送時間：18:00 - 20:50

洋楽邦楽を問わず、リスナーの楽曲リクエストに応える。また、ラジオについて「過去」と「未来」についてトークした

#### ゲスト
- 笑福亭鶴光※電話出演